# WEIRD
Mit dem Akronym WEIRD für englisch western (westlich), educated (gebildet), industrialized (industrialisiert), rich (wohlhabend, reich) und democratic (demokratisch) wird seit einer einflussreichen Veröffentlichung von Joseph Henrich, Steven J. Heine und Ara Norenzayan aus dem Jahre 2010 die Herkunft der typischen Versuchsperson in der psychologischen Forschung bezeichnet. Es handelt sich zugleich um ein Wortspiel mit dem englischen Adjektiv weird, das auf Deutsch seltsam beziehungsweise eigenartig bedeutet. Mit dem Begriff wird der Umstand kritisiert, dass Forschungsergebnisse aus dieser sehr kleinen Population auf Menschen beliebiger kultureller, sozialer und geografischer Herkunft übertragen werden. Die Stichprobe ist gegenüber der Grundgesamtheit, über welche eine Aussage erstellt wird, stark verzerrt. Problematisch ist dabei nicht die Stichprobe, sondern viel eher die implizit oder explizit vorgenommene Verallgemeinerung auf die gesamte Menschheit. Die genannte Publikation wurde mit Open Peer Commentary (Offene Kommentare anderer Wissenschaftler) veröffentlicht. Daran beteiligten sich 28 Forscher(teams). Damit gelangte der Begriff WEIRD in die breite wissenschaftliche Öffentlichkeit.